# Jerzy Dunin Borkowski (muzeolog)

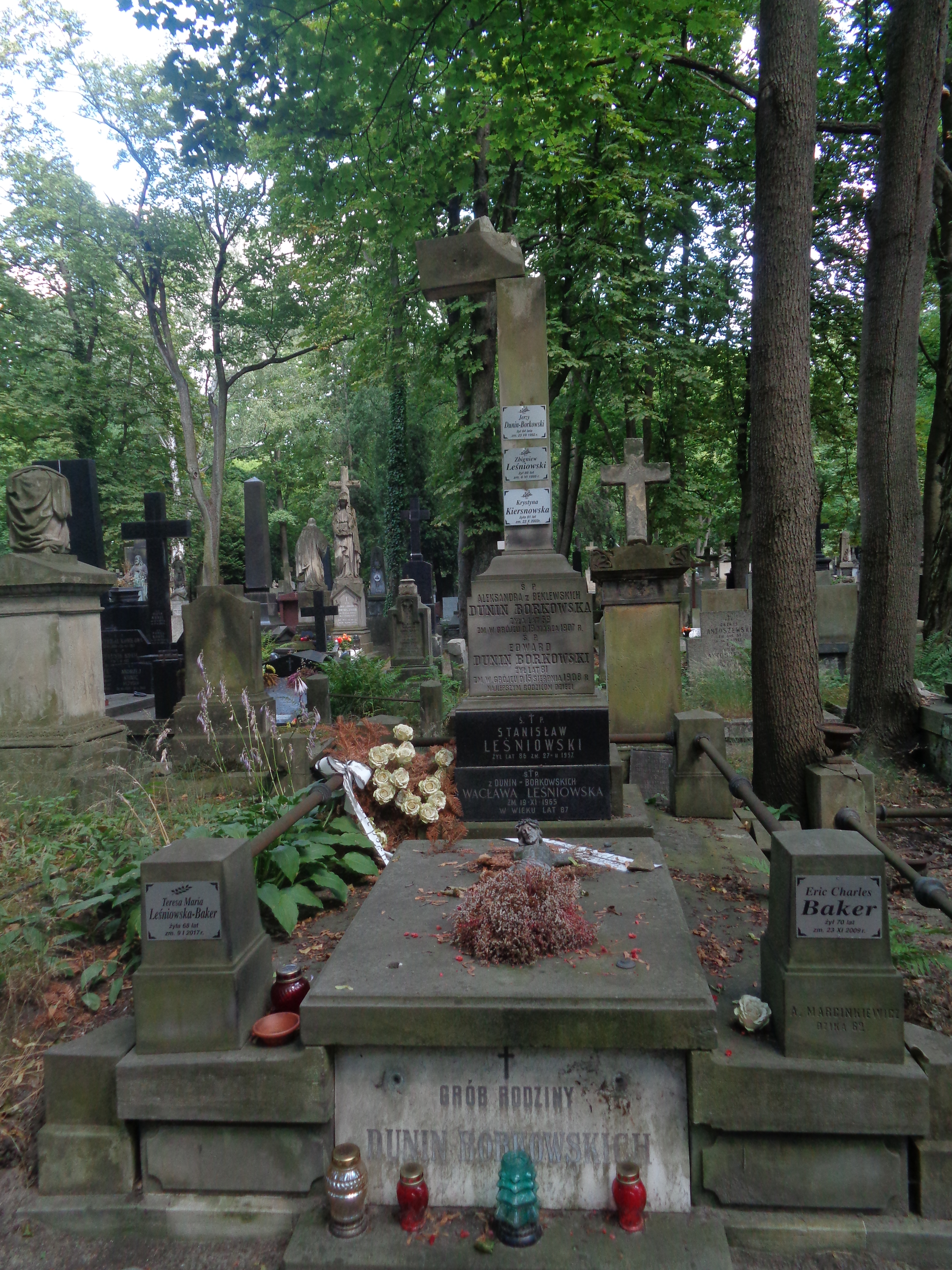
Grób Jerzego Dunina-Borkowskiego

Jerzy Dunin Borkowski (ur. 27 listopada 1908 w Krośniewicach, zm. 23 lipca 1992 tamże) – polski kolekcjoner sztuki, muzeolog, farmaceuta, twórca Muzeum im. Jerzego Dunin-Borkowskiego w Krośniewicach.

## Życiorys
Syn Władysława (farmaceuty) i Zdzisławy Bacciarelli (spokrewnionej z rodziną Marcelego). Ukończył Szkołę Główną Handlową w Warszawie. Uczestniczył w powstaniu warszawskim w szeregach AK. Po wojnie, początkowo mieszkał w Warszawie, a od 1947 osiadł na stałe w Krośniewicach. W tym czasie studiował farmację w Łodzi. Od lat 50. XX wieku do 1978, prowadził aptekę Pod Łabędziem w Krośniewicach.
Kolekcjonerstwem zainteresował się już w młodości, zaczynając od zbierania starych monet. Będąc dziesięcioletnim chłopcem posiadał już około tysiąca numizmatów. W wieku nieco ponad dwudziestu lat został członkiem Warszawskiego Towarzystwa Numizmatycznego. Z czasem swoje zainteresowania poszerzył o malarstwo, wyroby rzemiosła artystycznego, archiwalia, starodruki. Część przedmiotów zebranych przed wojną utracił w czasie powstania warszawskiego (były to m.in. dzieła Caravaggia, Ribery, Bacciarellego, Podkowińskiego, Kossaka). 
Zgromadził około 15 000 przedmiotów. Był jednym z największych kolekcjonerów sztuki w Polsce XX wieku. Zbierał malarstwo, rzeźbę, design, archiwalia, numizmaty, starodruki, w tym inkunabuły. Zajmował się też kolekcjonowaniem pamiątek po znanych Polakach, zasłużonych dla historii kraju i Europy.
Po 1950 eksponował zbiory w prywatnym Muzeum nad Apteką. 25 kwietnia 1965 Klub Miłośników Książki w Łodzi w uznaniu [...] wybitnych zasług wokół Kolekcjonerstwa Pamiątek Polskich uhonorował J. Dunin-Borkowskiego okolicznościową buławą Hetmana Kolekcjonerów Polskich. Został odznaczony Krzyżem Komandorskim Orderu Odrodzenia Polski oraz innymi odznaczeniami, odznakami, medalami. Był członkiem honorowym wielu stowarzyszeń kolekcjonerskich, regionalnych i naukowych.
24 października 1978 J. Dunin-Borkowski przekazał znaczną część swojego zbioru narodowi – został wtedy dożywotnim kustoszem Muzeum swojego imienia w Krośniewicach, które stało się oddziałem Muzeum Narodowego w Warszawie. Mimo zmiany sytuacji prawnej kolekcji jako były już prywatny właściciel [...] ze starą polską gościnnością przyjmował odwiedzających. Sprawiło to, że muzeum zachowało swój dawny, niepowtarzalny charakter prywatnego mieszkania Dunin-Borkowskich.
Jerzy Dunin-Borkowski pochowany został na stołecznym cmentarzu Powązkowskim (kwatera 72-6-7/8).